# Burton Wanderers FC
Burton Swifts FC var en engelsk fotbollsklubb från Burton upon Trent, Staffordshire. Klubben bildades 1871 och spelade sina hemmamatcher på Derby Turn. Klubben upplöstes 1901 när de gick ihop med Burton Swifts FC för att bilda Burton United FC.